# Pye Engström
Pye Ester Agneta Engström (nascida Nanneson; Danderyd, 8 de junho de 1928) é uma escultora sueca.

## Biografia
Pye Engström é filha de Ludvig Nanneson e se casou com Clas Engström em 1951. De 1945 a 1948 ela estudou no Konstfack e Kungliga Konsthögskolan (Instituto Real de Arte) de Estolcomo, onde foi aluna de Stig Blomberg, e de 1948 a 1953 na Academia Real de Belas Artes em Copenhagen. Ela se tornou famosa por suas esculturas de pedra, incluindo calcário de Gotlândia. Ela atualmente mora em Rute, em Gotlândia.